# Luckenwalde
Luckenwalde est le chef-lieu de l'arrondissement de Teltow-Fläming, dans le Land de Brandebourg, en Allemagne. Cet ancien bastion industriel, situé au cœur des forêts de feuillus, a perdu un cinquième de sa population depuis les années 1970 et tente aujourd'hui une reconversion vers le secteur des services. La ville est arrosée par la Nuthe.

## Géographie

### Le site

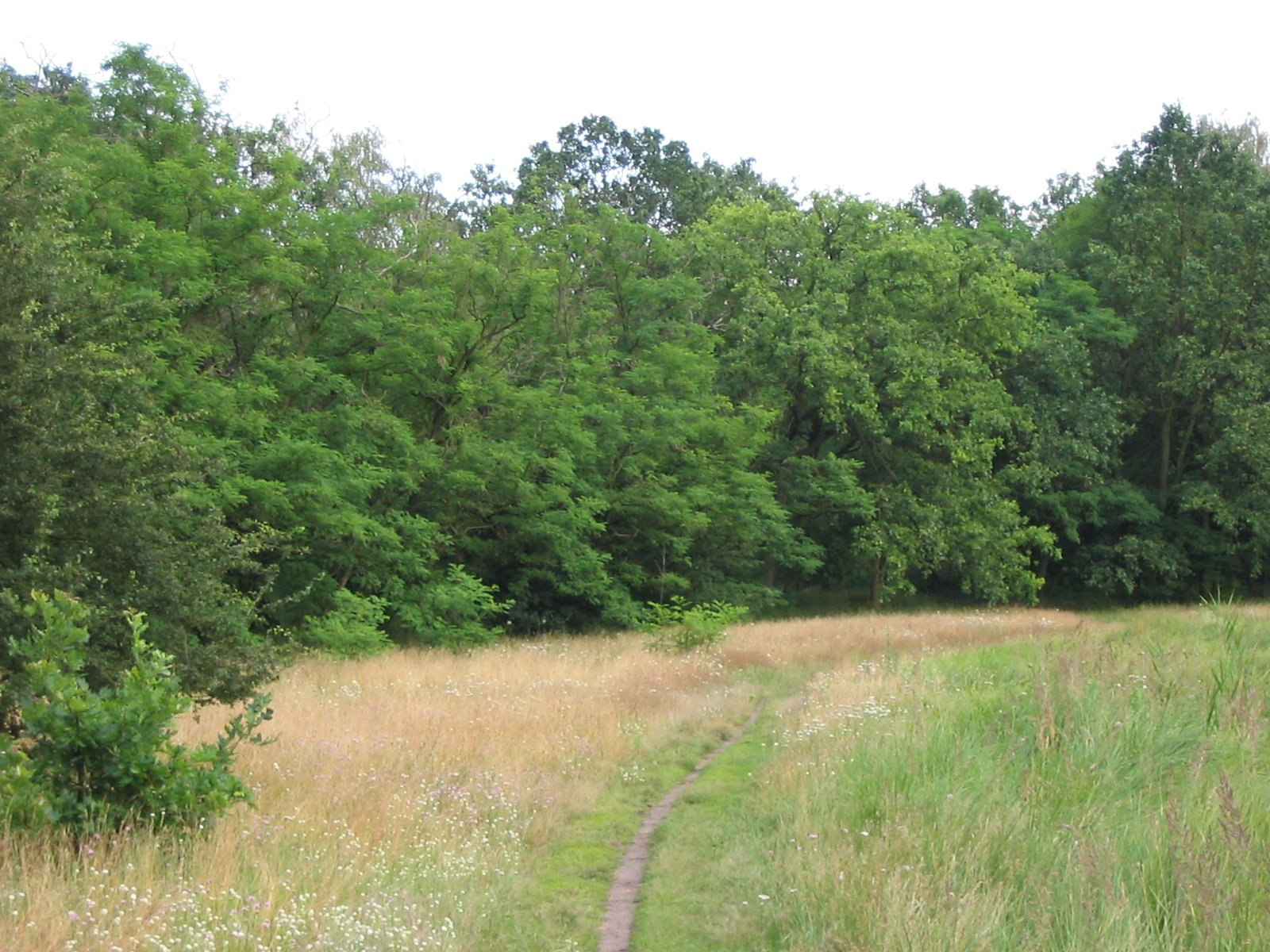
Forêt de feuillus à Elsthal.

Le fait que Luckenwalde se trouve exactement à 50 km au sud de Berlin, est devenu proverbial dans la région (Luckenwalde, Luckenkien, 50 Kilometer vor Berlin). Cette petite ville du Brandebourg est bordée au nord par Trebbin, au sud par Jüterbog, à l'est par Baruth/Mark et à l'ouest par Treuenbrietzen. Le point culminant se trouve dans les vignobles à l'ouest du centre-ville (77 m), et pour la zone urbaine à proximité de la Tour du Marché (altitude de 49 m).

### Relief et géologie

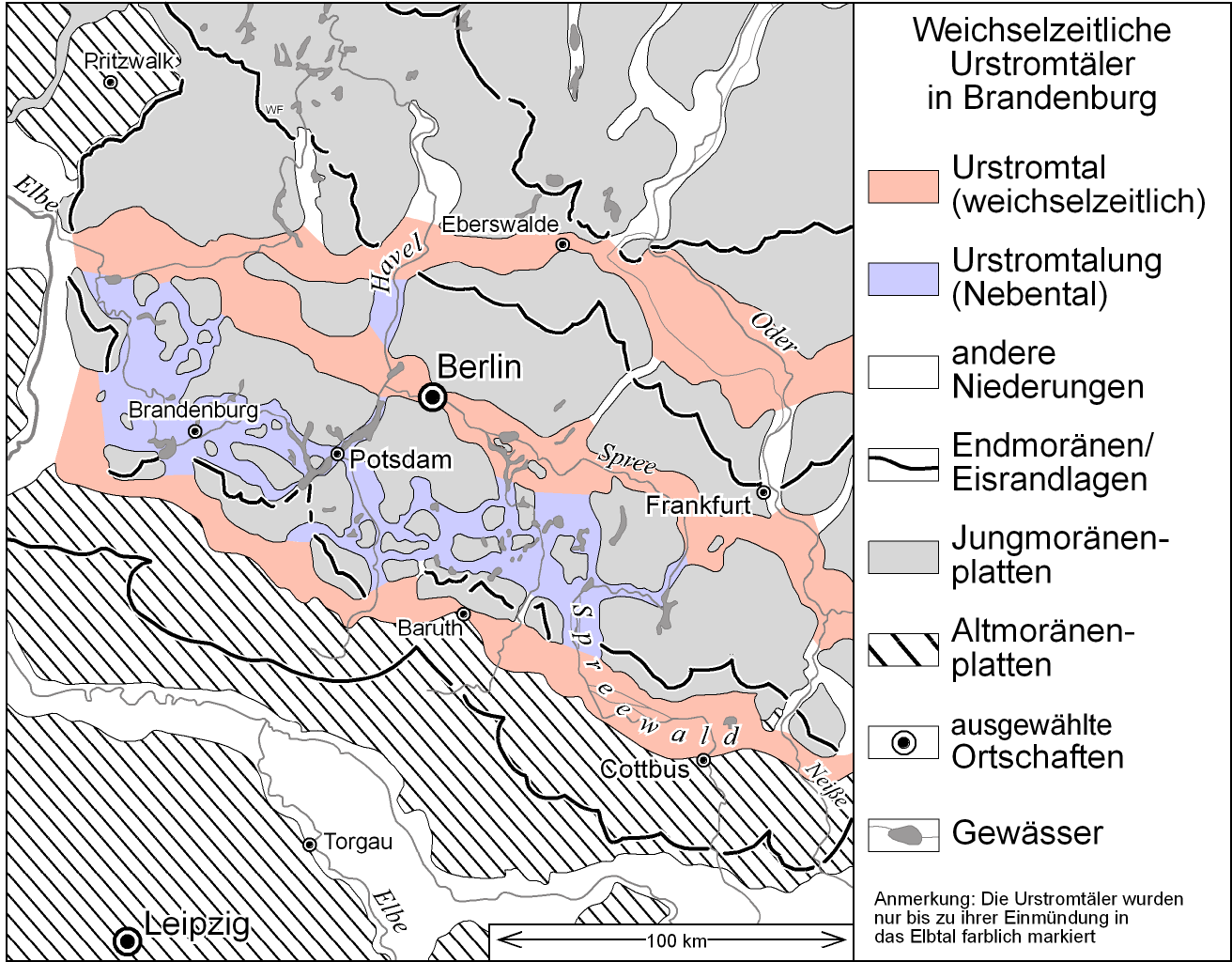
Les vallées glaciaires du Brandebourg.

La ville occupe un étranglement de la vallée glaciaire de Baruth, qui de là s'étend plus loin au sud, avec un relief plus indécis, à Fläming en passant par le monastère de Zinna. Ce couloir peu accidenté vers la Saxe a certainement favorisé le développement de l'agglomération, car à seulement quelques km de distance, que ce soit par l'ouest (Keilberg) ou l'est (Golmberg), le relief est beaucoup plus marqué.
La ville est traversée par la moraine de Brandebourg : cette ligne délimite la poussée extrême au sud de l’inlandsis scandinave au cours de la dernière glaciation (glaciation de Weichsel). Les vignobles, quoique leur socle se soit formé lors de la glaciation de la Saale antérieure, constituent une moraine de cette avancée. La couverture des vignobles sur leur coteau ouest en est le sandur. Les anciennes constructions de ces collines exploitaient aussi bien les sédiments sableux de la dernière glaciation que les dépôts caillouteux de la glaciation de la Saale (le plus souvent des conglomérats argileux).

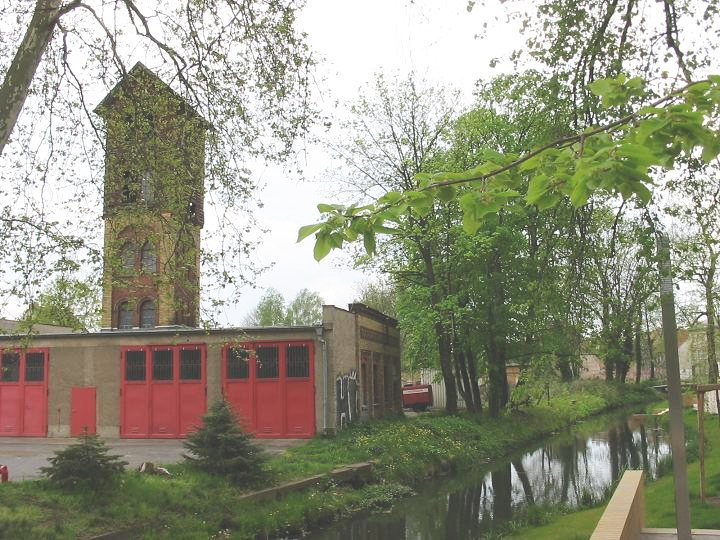
La Nuthe et la caserne des sapeurs-pompiers.

Cela fait que le paysage de Luckenwalde et ses alentours est imprégné de l'ancienne vallée glaciaire, plaine sableuse et marécageuse. Le cône de déjection de la vallée glaciaire a balayé ou érodé tous les vestiges glaciaires jusqu'au niveau des vignobles. Tandis que les torrents glaciaires se détournaient par l'ouest, le nord de la vallée s'asséchait. La vallée de la Nuthe occupe aujourd'hui le chenal tracé par les glaciers. Divers indices archéologiques montrent d'ailleurs qu'à époque préhistorique, le cours de la Nuthe passait à l'ouest de la ville et s'écoulait en direction de la vallée du Pfefferfließ (l'ancien lit de la Nuthe subsiste encore aujourd'hui au sud et au sud-ouest) : il s'est ensuite détourné, à une période encore indéterminée, vers l'est des vignobles, dans l'actuel centre-ville.
La plaine rectiligne de la vallée glaciaire se démarque par des dunes, formées pour l'essentiel à la fin de la glaciation. À la lisière sud de la ville, les dunes des Rauhen Bergen forment une étendue sableuse, utilisée comme camp d'entraînement par les troupes soviétiques stationnées à Zinna, à quelques kilomètres plus au sud. Une action anthropique particulière (sans doute un feu de forêt) a réactivé la progression de ces dunes (env. 1 m/an).
Comme l'indique ce toponyme (Luch im Walde, c'est-à-dire « bois marécageux »), Luckenwalde était entourée d'épaisses forêts, et l'est encore aujourd’hui. Les bois de Laubwald dans les environs de Luckenwalde, conifères enracinés dans le sandur, sont l'une des principales sources de bois du Brandebourg .

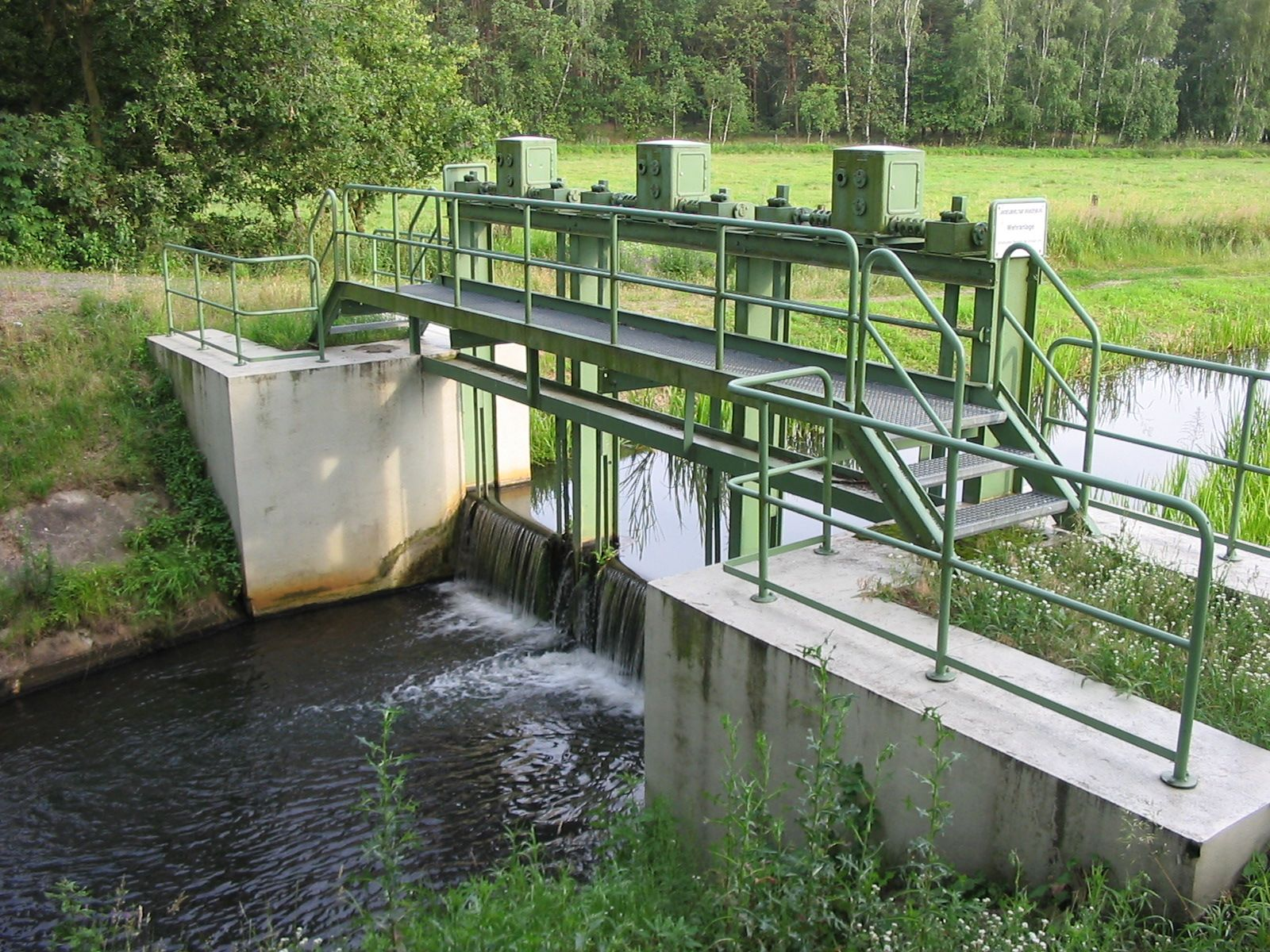
Barrage agricole sur le fossé d'irrigation de Königsgraben, dérivé de la Nuthe.

Luckenwalde est arrosée par la Nuthe, dont les crues occasionnelles affectent la ville ou ses alentours ; la dernière grande inondation remonte à 1941. Depuis, divers barrages et des fossés de dérivation (le Königsgraben, le Röthegraben à travers le parc, et le Dämmchengraben) ont permis de corriger le débit localement. Au Moyen Âge, on pouvait encore descendre la Nuthe (large par endroits de 40 m) en canot depuis Luckenwalde jusqu'à sa confluence avec la Havel ; la rectification de ce cours d'eau l'a réduite à une section mouillée de 2 m de largeur et d'un mètre de profondeur.
Les forêts et prairies de l'endroit sont source de nourriture pour les sangliers, les chevreuils et les lièvres. Le milan royal, emblème du Brandebourg, s'y est également acclimaté.
Luckenwalde borde le parc naturel des vallées de la Nuthe et de la Nieplitz.

### Transports
La gare de Luckenwalde est reliée à la ligne de Berlin à Halle. Elle est desservie par des trains Regional-Express.
La Bundesstraße 101 (Trebbin–Jüterbog) passe à l'ouest de la ville.

## Histoire

### Préhistoire
Les traces de présence humaine dans la région paraissent remonter, d'après les fouilles archéologiques, à l'âge de la pierre (Mésolithique). À l'époque romaine (vers le début de notre ère), la région de Luckenwalde était peuplée de tribus germaniques regroupées sous l'ethnonyme de Semnons. AU moment des Grandes invasions, les Burgondes traversèrent leur pays dans leur expansion vers l'ouest.

### Lugkin et l'expansion germanique à l'Est
Entre la fin du VIIe siècle et le début du VIIIe siècle, des Slaves venus d'Europe balkanique migrèrent par vagues vers le Brandebourg et la Basse-Lusace. Les plaines des vallées de la Plane, de la Nieplitz et de la Nuthe sont par la suite désignées dans les sources comme pagus Ploni et faisaient certainement partie des terres colonisées par des Slaves Heveller. Jusqu'à l'aube de la colonisation germanique des XIIe et XIIIe siècle, ces peuplades slaves imprégnèrent profondément les parlers et la culture locale.
Un village slave, Lugkin, occupait l'emplacement de Luckenwalde : il est à l'origine du toponyme de Luckenwalde. Lug, qui désigne un méandre, un tournant ou un coude, est vraisemblablement une allusion à la position du site, au débouché de la vallée glaciaire de Baruth et dans le lit majeur de la Nuthe ; mais selon une autre interprétation, le radical lug- désignerait une fondrière, donc une région marécageuse.
C'est sans doute au début du Xe siècle qu'une motte castrale à triple fossés fut établie dans cet endroit. Son diamètre intérieur variait entre 60 et 80 m. En l'an 1007, Lugkin tomba sous la domination des princes de Piast. Vers le milieu du XIIe siècle (à l'époque de la guerre des Wendes), Lugkin appartenait aux princes de Wettin. Le fort slave en bois fut détruit et remplacé par des murailles de pierre.

### L'abbaye cistercienne de Zinna et l'essor du commerce

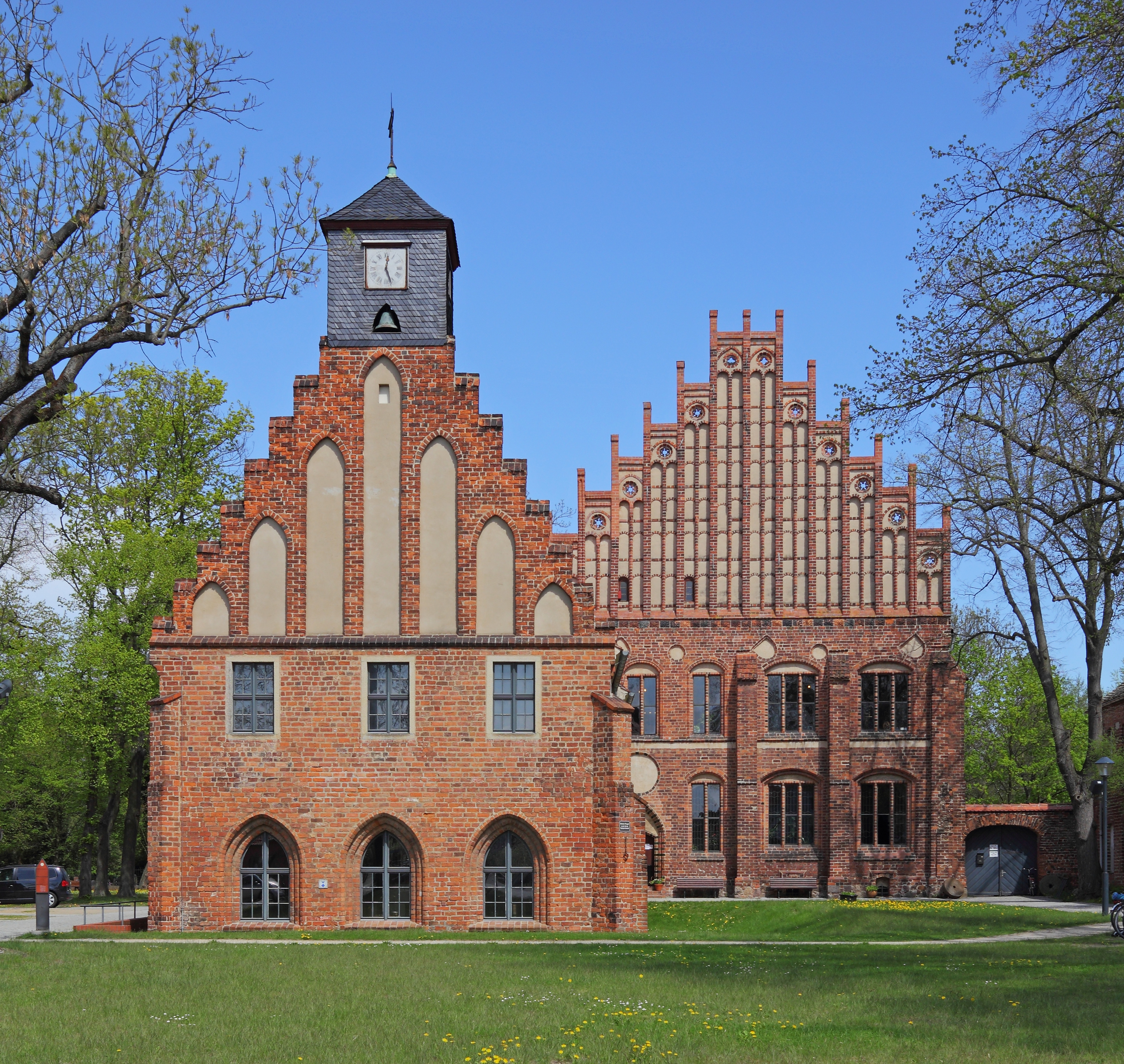
L'abbaye de Zinna.

Le château est mentionné pour la première fois dans les annales du diocèse de Brandebourg à la date du 28 décembre 1216 comme Lukenwalde. Il protégeait une châtellenie. La Tour du Marché est un vestige des remparts de ce donjon.
En 1285 l’abbaye cistercienne de Zinna acquit le château fort et son fief (qualifié dans les diplômes d’oppidum), jusque-là propriétés de la lignée des  ministériels magdebourgeois von Richow.
Luckenwalde se trouvait alors au carrefour de deux grandes routes commerciales, dont celle du sel, de Halle à Berlin. Luckenwalde se mit à développer les brasseries locales, qui firent sa réputation. Selon Theodor Fontane, la Nuthe semblait n'être là que « pour nettoyer les cuves et les seaux des brasseurs. » Cet usage conduisit à une querelle avec la ville de Jüterbog, qui se trouvait lésée dans son privilège de brassage de la bière.
L’archevêque Gunther de Magdebourg lui accorda toutefois le 9 janvier 1430 le droit de brasserie et le droit de foire : c'était la première charte urbaine.
Un bourgmestre est mentionné en 1471, et les armoiries de la ville remontent à 1540. Luckenwalde obtint en 1562 le privilège d'ouvrir un second marché.

### Le rattachement au Brandebourg et la révolution industrielle
Depuis 1680, la ville dépendait du duché prussien de Magdebourg et constituait, en tant qu’exclave, un arrondissement séparé. En 1684, le drapier Christian Mauhl, de Schandau en Saxe, y établit une manufacture pour fournir les régiments prussiens. D'autres tisserands imitèrent bientôt son exemple. Luckenwalde devint chef-lieu en 1745. Le royaume procéda en 1772-73 à un redécoupage territorial qui rattacha Luckenwalde, ville du district de Ziesar, à la province de Magdebourg.
Après le grand incendie de Gera, 24 familles de tisserands immigrèrent en 1780 et 1781  à Luckenwalde. ils y établirent une « grande manufacture », qui donnera naissance bien plus tard à l'entreprise Volltuch. En 1808, Luckenwalde obtint, dans le cadre de la réforme administrative du ministre vom Stein, une complète autonomie juridique. En 1875, quelques industriels y établirent des chapelleries, en concurrence avec celles de Guben.
L'ouverture de la ligne de chemin de fer Berlin-Halle (Anhalter Bahn), en 1841, donna une nouvelle impulsion à la prospérité de Luckenwalde. Vers le milieu du XIXe siècle, elle était devenue un grand centre industriel, comptant en 1858 15 édifices publics, 736 foyers et 1169 commerces.
En 1867 Hermann Henschel breveta les premiers couverts jetables. Luckenwalde, ville de cheminées, disposait d'usines spécialisées comme son atelier de pianos et l’usine d’extincteurs d’Otto Hermann Koebe. En 1901, les statistiques dénombrent déjà en ville 19 filatures et pelleteries et 12 chapeliers pour 21 000 habitants et 1 400 foyers. À l'époque de la République de Weimar, elle fut un foyer de la Social-démocratie et des Communistes. En 1930, elle vit la construction d'une salle polyvalente, d'une école et d'un théâtre de style Bauhaus.
La ville fut épargnée par la Seconde Guerre mondiale et l'arrivée de l’Armée rouge, au matin du 22 avril 1945, ne fut marquée que par de brefs échanges de tirs, alors qu'entre le 25 avril et le 1er mai 1945, les bois alentour furent le théâtre d'âpres combats. Entre 1939 et l'armistice de 1945, la ville abritait un camp, le Stammlager III A : on y détenait les prisonniers de dix nations différentes. Plus de 5 000 détenus (surtout les Soviétiques) y périrent du froid et des privations. Leur mémoire est préservée par l'entretien du cimetière du camp et un musée.

### Zone d'occupation soviétique et avènement de la RDA
Le 24 août 1945, Luckenwalde fut choisie comme chef-lieu de l'arrondissement de Luckenwalde-Jüterbog et à cette occasion absorba l'agglomération de Jüterbog. Dans le cadre de la réforme administrative de 1952, Luckenwalde et Jüterbog formèrent deux arrondissements séparés du District de Potsdam (RDA).
Même à l'époque de la RDA, Luckenwalde conserva son statut de bastion industriel : elle abritait entre autres le combinat textile Volltuch, l'usine de roulements à billes Willy Sägebrecht, l'usine d'extincteurs FGL, les chapeaux Hutmoden, les chaussures Luwal, la Piano-Union Leipzig – BT Luckenwalde, les emballages VEB Pappen und Papier, les jardineries GPG Blütenfreude, les meubles Märkische Möbelwerke Trebbin – Betriebsteil Luckenwalde, les brasseries Lucks-Bräu et les alcools Falckenthal.
Le secteur du logement s'accrut d'autant. La reconstruction du quartier de Burg s'accompagna de la mise au jour de vestiges historiques d’époque slave. Dans les années 1980, on rendit le grand boulevard piétonnier.
On se mit à enseigner le russe à l'école Schmenkel dès le cours élémentaire, et les autorités promurent le sport avec l'ouverture d'une école professionnelle (KJS) : le lutteur Hans-Dieter Brüchert, pur produit du Dynamo Luckenwalde, remportera la médaille d'argent aux Jeux olympiques d'été de 1976  à Montréal, et Hartmut Briesenick, né à Luckenwalde en 1949, le titre de champion d'Europe en 1970 et 1974 au lancer du poids.
Mais déjà vers les années 1970 la population de Luckenwalde commençait à décroître. Des 30 000 habitants que comptait la ville avant guerre, la population était tombée à 27 000 habitants.

### Depuis la chute du Mur
En 1993, les arrondissements de Luckenwalde, de Zossen et de Jüterbog furent regroupés au sein de l’arrondissement de Teltow-Fläming, avec Luckenwalde pour chef-lieu.
La construction d'un centre administratif fut arrêtée en 1995 : cet édifice d'une superficie de 24 800 m2 a été inauguré en 2000.
L'émigration hors des anciens districts de RDA s'accéléra encore après la Perestroïka. La population s'effondra, passant de 26 544 habitants en 1990, à 22 111 habitants en 2001 puis même à 20 324 habitants (sans les faubourgs, pour permettre la comparaison) en 2007. L'émigration des jeunes et le déficit des naissances firent bondir la moyenne d'âge. Dans d'autres villes de RDA, la vacance des logements devenait préoccupante.
La ville avait perdu sa vocation industrielle. Il fallut fermer plusieurs usines, et le chômage grimpa à 23,7% (chiffre de janvier 2005). Depuis, Luckenwalde tente de se tourner vers les techniques de pointe (par exemple par la création d'un parc des Biotechnologies) et le secteur des services.

## Démographie
- Évolution démographique dans les limites actuelles depuis 1875.
- Évolution recente (ligne bleue) et prévisions sur l'effectif de résidents

| Année | Population |
| ----- | ---------- |
| 1875  | 14 699     |
| 1890  | 19 173     |
| 1910  | 24 213     |
| 1925  | 25 625     |
| 1933  | 26 784     |
| 1939  | 29 383     |
| 1946  | 31 927     |
| 1950  | 31 668     |
| 1964  | 29 968     |
| 1971  | 29 700     |

| Année | Population |
| ----- | ---------- |
| 1981  | 27 957     |
| 1985  | 27 487     |
| 1989  | 27 096     |
| 1990  | 26 544     |
| 1991  | 25 688     |
| 1992  | 25 306     |
| 1993  | 24 983     |
| 1994  | 24 675     |
| 1995  | 24 185     |
| 1996  | 23 803     |

| Année | Population |
| ----- | ---------- |
| 1997  | 23 383     |
| 1998  | 23 052     |
| 1999  | 22 683     |
| 2000  | 22 389     |
| 2001  | 22 111     |
| 2002  | 21 813     |
| 2003  | 21 718     |
| 2004  | 21 570     |
| 2005  | 21 373     |
| 2006  | 21 176     |

| Année | Population |
| ----- | ---------- |
| 2007  | 20 902     |
| 2008  | 20 726     |
| 2009  | 20 637     |
| 2010  | 20 471     |
| 2011  | 20 230     |
| 2012  | 20 154     |
| 2013  | 20 185     |
| 2014  | 20 060     |
| 2015  | 20 358     |
| 2016  | 20 521     |

| Année | Population |
| ----- | ---------- |
| 2017  | 20 674     |
| 2018  | 20 522     |
| 2019  | 20 582     |
| 2020  | 20 586     |

Les sources de données se trouvent en detail dans les Wikimedia Commons.

## Jumelages
La ville de Luckenwalde est jumelée avec :
- Dieppe (France)
- Bad Salzuflen (Allemagne) depuis 1990

## Personnalités liées à la ville
- Ernst von der Burg (1831-1910), général d'infanterie ;
- Paul Koebe (1882-1945), mathématicien ;
- Hans Freudenthal (1905-1990), mathématicien ;
- Hans-Joachim Hecht (né en 1939), joueur d'échecs ;
- Rudi Dutschke (1940-1979), précurseur du parti des Verts, activiste et militant de gauche;
- Heinz-Joachim Rothenburg (né en 1944), athlète ;
- Hartmut Briesenick (1949-2013) athlète ;
- Marianne Adam (née en 1951), athlète.
- Frida Winkler (1909-1988), résistante, Juste parmi les nations

En 2004, une plaque commémorative est apposée sur le parvis de la gare à Luckenwalde. Elle porte l'inscription « In memoriam - En 1943 et 1994, les chemins de nombreux membres du groupe de résistance "Communauté pour la paix et le développement" se sont croisés à la gare de Luckenwalde. Des Juifs cachés sont arrivés ici et des milliers de tracts ont été envoyés dans d'autres villes à partir d'ici. Hans et Frida Winkler, Werner Scharff, Fancia Grün, Fritz Arndt, Georg Brachmuller, Hilde Bromberg, Anja, Julius et Eugen Friede, Ilse et Gerhard Grün, Lucie et Paul Heat Gertrude et Arthur Joachim, Paul Kraege, Henri Landes, Günter Naumann, Paul Rissmann, Paul et Ida Rosin, Michael Schedlbauer, Alfred Stein, Paul Thiel ».